# Suzay
Suzay település Franciaországban, Eure megyében. Lakosainak száma 344 fő (2022. január 1.). Suzay Frenelles-en-Vexin községgel határos.

## Népesség
A település népessége az elmúlt években az alábbi módon változott:
| Lakosok száma | 125  | 138  | 175  | 228  | 315  | 336  | 351  | 359  | 354  | 344  |
|               | 1968 | 1982 | 1990 | 2006 | 2013 | 2015 | 2017 | 2019 | 2020 | 2022 |